# Опочинин, Алексей Петрович
Алексей Петрович Опочинин (1807—1885) — русский генерал, Тифлисский комендант, участник покорения Кавказа.

## Биография
Родился 12 августа 1807 года и происходил из дворян Ярославской губернии.
По окончании курса во 2-м кадетском корпусе в 1826 году, Опочинин, в чине прапорщика, был назначен на Кавказ, где и провёл всю свою жизнь. Прикомандированный к Кавказской Гренадерской артиллерийской бригаде, он, немедленно по прибытии к месту служения, принял участие в походе против персов. Во время этого похода, за отличия, оказанные при осаде крепости Аббас-Абада, он был награждён орденом Св. Анны 4-й степени «За храбрость». Затем Опочинин участвовал в возвращении жителей Нахичеванской области, уведённых персами, в осаде и взятии крепостей Сардар-Абада и Эривани и за боевые отличия, оказанные в этих делах, 1 января 1828 года был произведён в подпоручики.
Наступившая вслед за тем русско-турецкая война 1828—1829 годов тоже дала возможность отличиться Опочинину, и за храбрость и распорядительность при отбитии штурма 20 июня 1829 года от крепости Баязет он был награждён орденом Св. Владимира 4-й степени с бантом. В следующем году он принял участие в экспедиции против джаро-белоканцев, во время которой, в перестрелке с горцами при Закаталах, он был ранен пулей в грудь навылет. В 1840 году за отличие при отбитии атак Шамиля от крепости Назрани был произведён в капитаны. Назначенный вскоре после того командиром артиллерии в отряде полковника Нестерова, Опочинин в 1842—1854 годах сделал ряд экспедиций против карабулаков и чеченцев. За ряд дальнейших отличий Опочинин 5 июня 1845 года был произведён в подполковники, а 2 февраля 1849 года — в полковники, с назначением командиром 4-й батареи 19-й артиллерийской бригады. 26 ноября 1849 году за беспорочную выслугу 25 лет в офицерских чинах награждён орденом Св. Георгия 4-й степени (№ 8189 по списку Григоровича — Степанова).
С началом Восточной войны Опочинин был назначен командиром Тенгинского пехотного полка, с которым и совершил всю кампанию. В августе 1856 года Опочинин был произведён в генерал-майоры и два года спустя был назначен Тифлисским комендантом, каковую должность занимал до самой своей смерти, причём в августе 1864 года был произведён в генерал-лейтенанты, а 26 июня 1876 года — в генералы от инфантерии (в 1881 году переименован в генералы от артиллерии. Кроме того, с 1866 года он состоял ещё и директором Тифлисского губернского тюремного комитета.
За свою почти 30-летнюю служебную деятельность Опочинин был награждён всеми высшими орденами до ордена Св. Александра Невского включительно.
Умер в Тифлисе 15 мая 1885 года.

## Награды
| отечественные - орден Святой Анны 4-й степени «За храбрость» (1827) - орден Святого Владимира 4-й степени с бантом (1830) - орден Святого Станислава 2-й степени (1840) - орден Святого Георгия 4-й степени [25 лет] (1849) - орден Святой Анны 2-й степени (1851) - знак отличия [20 лет] (1851) - орден Святого Владимира 3-й степени с мечами (1857) - знак отличия [25 лет] (1857) - орден Святого Станислава 1-й степени (1861) - орден Святой Анны 1-й степени (1867) - знак отличия [40 лет] (1869) - орден Святого Владимира 2-й степени (1871) - орден Белого орла (1875) - орден Святого Александра Невского | иностранные - орден Льва и Солнца 1-й степени (Персия, 1864) |